# Pleasant Hill, Illinois
Pleasant Hill är en ort i Pike County i delstaten Illinois, USA.